# Протулипа
45°25′ пн. ш. 15°23′ сх. д. / 45.41° пн. ш. 15.38° сх. д.
Протулипа (хорв. Protulipa) — населений пункт у Хорватії, в Карловацькій жупанії у складі громади Генеральський Стол.

## Населення
Населення за даними перепису 2011 року становило 51 осіб.
Динаміка чисельності населення поселення: